# Pete Brown (Saxophonist)

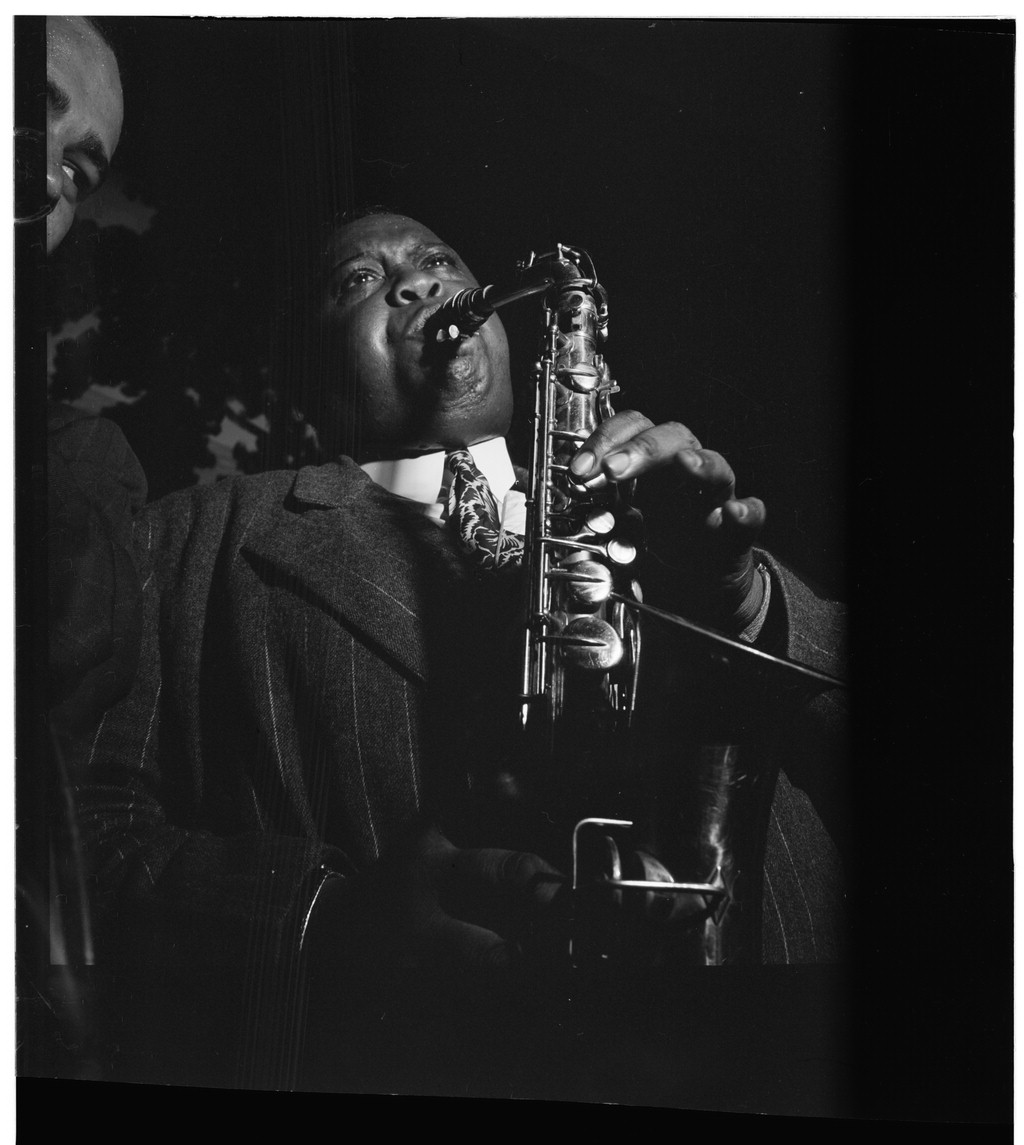
Pete Brown, vor 1949

Pete Brown (* 9. November 1906 in Baltimore, Maryland als James Ostend Brown; † 20. September 1963 in New York) war ein US-amerikanischer Saxophonist (insbesondere Alt- aber auch Tenorsaxophon), Trompeter und Bandleader des Swing.

## Leben
Brown lernte Klavier, Violine und Saxophon. Nach New York kam er 1927  mit Banjo Bernies Orchester. Von 1928 bis 1934 spielte er in Harlem mit Charlie Skeets. 1937 arbeitete er in der Band von John Kirby und danach mehrere Jahre bei Frankie Newton, bevor er eine eigene Formation bildete. Ende der 1930er Jahre nahm Brown mehrere Platten mit Willie The Lion Smith, Jimmy Noone (1936), Buster Bailey, Leonard Feather, Joe Marsala, Maxine Sullivan, Frankie Newton und unter eigenem Namen auf, wie Mound Bayou 1942 oder It All Depends on You (1944) für Keynote mit Joe Thomas, J. C. Heard und Milt Hinton.
1946 war er Mitglied der 52nd Street All Stars von Allen Eager; sie nahmen im Februar 1946 Eagers Komposition „Allan’s Alley“ als auch mit Coleman Hawkins die Titel „It Isn’t So“ und „Spotlite“ auf.
In den 1940er Jahren benutzte er oft das Tenorsaxophon, etwa bei Slim Gaillard, ging jedoch in den 1950er Jahren wieder zum Altsaxophon über. 1954 machte er Aufnahmen in Sextett-Besetzung mit Joe Wilder. Er arbeitete Ende der 1950er Jahre mit Coleman Hawkins (Newport Jazz Festival 1957) und dem Sänger Big Joe Turner (beispielsweise auf dem Album Boss of the Blues, 1956), sowie mit Sammy Price, Champion Jack Dupree und anderen. Seinen letzten Auftritt hatte er 1960 mit Dizzy Gillespie.

Pete Brown war der Lehrer von Cecil Payne.

## Diskographische Hinweise
- Pete Brown 1942–1945 (Classics) mit Jimmy Hamilton, Dizzy Gillespie, Sam Prioe, Al Casey, Al Hall, Milt Hinton, J. C. Heard
- 52nd Street All Stars (1946) – Victor Jazz History – Bebop (RCA-Anthologie) Brown mit Allan Eager, Jimmy Jones, Mary Osborne, Al McKibbon, Shelly Manne („Allan’s Alley“)
- Pete Brown Sextet – Harlem Jump and Swing (Affinity, 1954) mit Joe Wilder, Wade Legge, Wally Richardson, Gene Ramey, Rudy Collins
- Coleman Hawkins and His 52nd Street All Stars – Coleman Hawkins 1946–1947 (Classics)